# Stewart Rome
Pour les articles homonymes, voir Rome (homonymie).

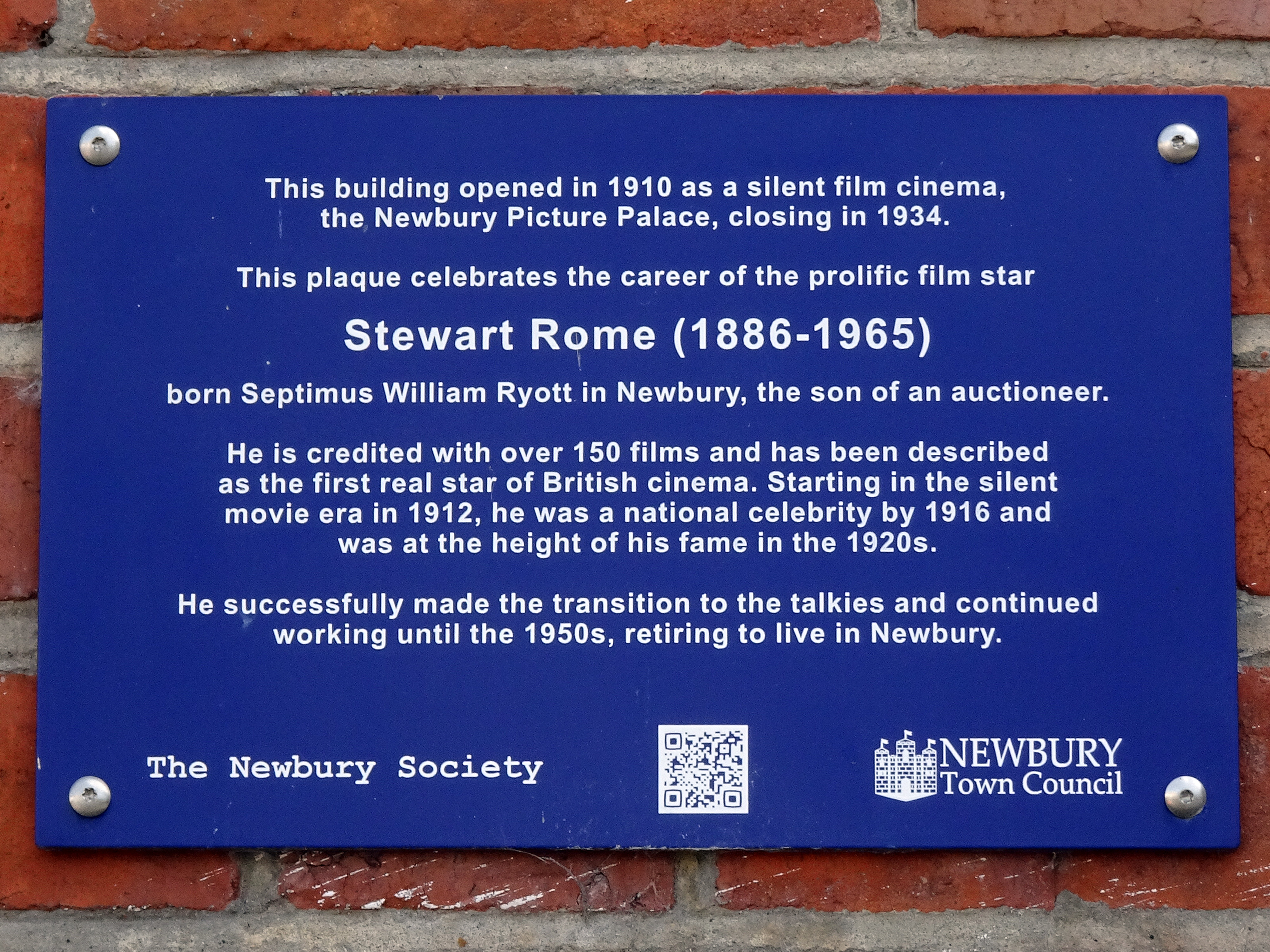
Plaque commémorative à Newbury

Stewart Rome (nom de scène de Septimus William Ryott), né le 30 janvier 1886 à Newbury (Berkshire, Angleterre), ville où il est mort le 26 février 1965, est un acteur anglais.

## Biographie
Stewart Rome débute au cinéma durant la période du muet (dont il est considéré comme une des premières stars dans son pays) et contribue à cent-soixante-neuf films (incluant soixante-cinq courts métrages), les deux premiers sortis en 1913, le dernier en 1950.
Bien que sa filmographie soit majoritairement britannique, s'ajoutent par le biais des coproductions quelques films étrangers, dont Ferragus de Gaston Ravel (film français, 1923, avec Lucien Dalsace et René Navarre), Nostromo (en) de Rowland V. Lee (film américain, 1926, avec George O'Brien et Helena D'Algy) et Le Cercle rouge de Friedrich Zelnik (film germano-britannique, 1929, avec Lya Mara et John Castle).
Mentionnons également The Passing of Mr. Quin de Julius Hagen et Leslie S. Hiscott (1928, avec Ursula Jeans et Clifford Heatherley), La Baie du destin d'Harold D. Schuster (1937, avec Annabella et Henry Fonda), Un de nos avions n'est pas rentré de Michael Powell (1942, avec Godfrey Tearle et Eric Portman) et Les Ennemis amoureux de Terence Young (son avant-dernier film, 1948, avec Stewart Granger et Edwige Feuillère).
Stewart Rome meurt en 1965, à 79 ans.

## Filmographie partielle

### Période du muet
- 1913 : A Throw of the Dice de Frank Wilson (court métrage) : John Henderson
- 1914 : The Heart of Midlothian de Frank Wilson (court métrage) : le hors-la-loi
- 1915 : La Bouteille (The Bottle) de Cecil Hepworth : le barman
- 1915 : The Shepherd of Souls de Frank Wilson (court métrage) : le révérend David Grant
- 1916 : Iris de Cecil Hepworth : Lawrence Trenwith
- 1917 : The Cobweb (en) de Cecil Hepworth : Merton Forsdyke
- 1918 : The Touch of a Child de Cecil Hepworth : Capitaine James Fullard
- 1920 : The Romance of a Movie Star de Richard Garrick : Garry Slade
- 1922 : The White Hope de Frank Wilson : Jack Delane
- 1923 : Ferragus de Gaston Ravel : Jules Desmarets
- 1923: Le Drame du Korosko (en) (Fires of Fate) de Tom Terriss : le révérend Samuel Rodin
- 1924 : The Desert Sheik (en) de Tom Terriss : le révérend Roden
- 1925: Vater Voss (en) de Max Mack : William Voss
- 1926 : Thou Fool de Fred Paul (en) : Robert Barker
- 1926 : Nostromo (en) (The Silver Treasure) de Rowland V. Lee : Charles Gould
- 1927 : Die Frau ohne Namen (en) de Georg Jacoby : Bareira
- 1928 : The Passing of Mr. Quin de Julius Hagen et Leslie S. Hiscott : Dr Alec Portal
- 1929: La Femme à la croix (en) (Hingabe) de Guido Brignone : l'ophtalmologiste

### Période du parlant
- 1929 : Le Cercle rouge (Der rote Kreis) de Friedrich Zelnik : Derrick Yale
- 1930: The Last Hour (en) de Walter Forde : le prince Nicola
- 1931: Other People's Sins (en) de Sinclair Hill : Anthony Vernon Barrister
- 1932 : Rynox de Michael Powell : F. X. Benedik alias Boswell Marsh
- 1932: The Marriage Bond (en) de Maurice Elvey : Sir Paul Swaythling
- 1933: Song of the Ploug (en) de John Baxter : le fermier Freeland
- 1934: Important People (en) d'Adrian Brunel : Tony Westcott
- 1936: Men of Yesterday (en) de John Baxter : Major Radford
- 1937 : La Baie du destin (Wings of the Morning) d'Harold D. Schuster : Sir Valentine
- 1937: Le Receleur (en) (The Squeaker) de William K. Howard : le superintendant Marshall
- 1937 : Dîner au Ritz (Dinner at the Ritz) d'Harold D. Schuster : Henri Racine
- 1939: Confidential Lady (en) d'Arthur B. Woods : Alfred Trevar
- 1942 : Un de nos avions n'est pas rentré (One of Out Aircraft Is Missing') de Michael Powell : Commodore Reynold
- 1943 : The New Lot de Carol Reed : un officier
- 1948 : Les Ennemis amoureux (Woman Hater) de Terence Young : Colonel Weston